# Пантелеєв Петро Олександрович
Петро Олександрович Пантелеєв (нар. 11 липня 1975, м. Київ) — український політик. Заступник голови Київської міської державної адміністрації

## Освіта
Повна вища, у 1997 році — Київський державний технічний університет будівництва і архітектури, теплогазопостачання, вентиляція та охорона повітряного басейну, інженер-будівельник.

## Трудова діяльність
Липень 1992 — червень 1997 — студент Київського державного технічного університету будівництва і архітектури.
Жовтень 1997 — червень 2003 — головний інженер ЖЕК–406 Радянського району м. Києва, ЖЕК–1016 Шевченківського району м. Києва.
Червень 2003 — грудень 2005 — начальник ЖЕК-1015 Шевченківського району м. Києва.
Грудень 2005 — листопад 2006 — заступник директора по експлуатації та благоустрою КП по утриманню житлового господарства Шевченківського району, м. Київ.
Листопад 2006 — червень 2009 — заступник начальника управління житлово-комунального господарства, начальник управління житлово-комунального господарства; начальник відділу регулювання житлово-комунального господарства Шевченківської районної у м. Києві державної адміністрації.
Червень 2009 — грудень 2010 — заступник голови Шевченківської районної у м. Києві державної адміністрації.
Грудень 2010 — липень 2012 — заступник начальника Головного управління — начальник управління експлуатації житлового фонду Головного управління житлового господарства виконавчого органу Київської міської ради (Київської міської державної адміністрації).
Липень — листопад 2012 — заступник начальника Головного управління — начальник управління енергоефективності Головного управління енергетики, енергоефективності та енергозбереження виконавчого органу Київської міської ради (Київської міської державної адміністрації).
Листопад 2012 — квітень 2014 — начальник управління розвитку та реформування житлово-комунальної інфраструктури Департаменту житлово-комунальної інфраструктури виконавчого органу Київської міської ради (Київської міської державної адміністрації).
Квітень — серпень 2014 — голова Шевченківської районної в місті Києві державної адміністрації.
У вересні 2014 року призначений на посаду заступника голови Київської міської державної адміністрації.